# Fermenta philosophica
Fermenta philosophica ist eine Buchreihe, die seit 1974 im Verlag Karl Alber, Freiburg / München erscheint. Sie bringt philosophische Studien und Entwürfe, die Denkwege aufzeigen. Es geht darum, dem thesenhaften Essay, der geschliffenen Streitschrift, dem zukunftsweisenden Werkfragment, der „unzeitgemäße Betrachtung“ ein Forum zu geben, so der Innovation zu dienen und Diskussionen in Gang zu setzen. Als Kriterien für eine Aufnahme in die Reihe gelten seit ihrer Gründung durch Meinolf Wewel „außer der Qualität und dem Reflexionsniveau die Kreativität und die Originalität der Arbeiten, unabhängig davon, ob sie sich strikt der Regeln des Wissenschaftsbetriebs unterordnen wollen oder nicht“.
Der Titel der Reihe lehnt sich an die von Franz von Baader ab 1822 veröffentlichten „Fermenta cognitionis“ an, die er als „Wendepunkt der bisherigen Philosophie“ betrachtete, und deren letztes (sechstes) Heft 1825 voller „gährende Phantasien“ und mit „polemischen Erörterungen gegen die Zeitphilosophie“ erschien. Der Titel erinnert auch an Lessings Hinweis im 95. Stück der „Hamburger Dramaturgie“, er wolle hier „nichts als fermenta cognitionis ausstreuen“ und an Blochs Bemerkung über Hegel, seine Sprache „gärt wie Most“.
Bis 2011 sind 45 Bände erschienen, u. a. von Munasu Duala-M'bedy, Leonard H. Ehrlich, Walter Falk, Ferdinand Fellmann, Ute Guzzoni, Norbert Hinske, Harald Holz, Wolfgang Kluxen, M. A. C. Otto, Gerold Prauss, Wolfgang Schirmacher, Ilmar Tammelo.